# Kiss of Death
Kiss of Death är Motörheads tjugoförsta album, utgivet den 29 augusti 2006. 

## Låtförteckning
1. "Sucker" – 2:59
2. "One Night Stand" – 3:05
3. "Devil I Know" – 3:00
4. "Trigger" – 3:53
5. "Under The Gun" – 4:44
6. "God Was Never On Your Side" – 4:20
7. "Living In The Past" – 3:45
8. "Christine" – 3:42
9. "Sword Of Glory" – 3:57
10. "Be My Baby" – 3:40
11. "Kingdom of the Worm" – 4:08
12. "Going Down" – 3:35